# Rudy Mancuso
Rodolfo Mancuso (né en 1992), mieux connu sous le nom de Rudy Mancuso, est un YouTubeur, musicien et acteur américain. Il est connu pour avoir fait des sketchs comiques avec ses amis sur YouTube et Vine, ainsi que pour être derrière de nombreuses voix dans la chaîne YouTube Awkward Puppets. Il fait ses débuts dans le cinéma en 2024 avec Música.

## Biographie

### Jeunesse
Rodolfo Mancuso grandit à Glen Ridge, dans le New Jersey, d'un père italo-américain et d'une mère brésilienne, avec une sœur, Marianna,. Rudy fréquente le lycée de Glen Ridge et l'université Rutgers de Newark. Il vit quelque temps à Rio de Janeiro et parle couramment le portugais. Il commence à jouer du piano à l'âge de cinq ans.

### Carrière
Mancuso commence sa chaîne Vine en 2013. Il était souvent connu pour ses personnages hispaniques ainsi que pour ses vidéos IRL. Mancuso s'associe avec Shots Studios pour créer des vidéos et lance sa chaîne YouTube en 2016. Il participe notamment à l'émission Drunk History de Comedy Central et à l'émission Outpost de HBO. Il joue également dans l'émission Keys of Christmas sur YouTube Red aux côtés de Mariah Carey et DJ Khaled. Awkward Puppets, une série de marionnettes sur la plateforme YouTube, appartient à Mancuso et à Shots Studios. Il assure l'ouverture du Purpose World Tour de Justin Bieber dans la section brésilienne de ses concerts en Amérique latine en 2017.
Dolce & Gabbana invite Mancuso à marcher dans son défilé de la Semaine de la mode masculine de Milan printemps/été 2018 le 17 juin 2017. Il se produit et remet un prix lors des MTV Millennial Awards 2017 au Mexique. En juillet 2017, Mancuso se produit au VillaMix, à Goiânia, pendant deux jours consécutifs. Le 6 octobre 2017, il sort son premier single, Black and White, en collaboration avec l'auteur-compositeur et producteur Poo Bear. Le 7 octobre 2017, Mancuso se produit au VillaMix à São Paulo.
Le single suivant de Mancuso, Mama, est son premier single vidéo sans artiste vedette. La vidéo, qu'il a réalisée, met en scène Chantel Jeffries et, selon Billboard, évoque une « étrange nostalgie ». Il publie également une coloration de chanson originale avec Alesso sur la chaîne de ce dernier. En 2018, Mancuso réalise le clip vidéo du premier single solo de Lele Pons, Celoso, et le clip du single d'Alesso, Remedy. Mancuso réalise également le clip du single d'O.A.R. Miss You All The Time, sorti en octobre 2018.

## Filmographie

### Acteur

#### Cinéma
- The Key of Christmas, réalisé par Dave Meyers (2016)
- Le Bout du monde, réalisé par McG (2019)
- The Flash, réalisé par Andrés Muschietti (2023)
- Música, réalisé par Rudy Mancuso (2024)

#### Télévision
- Drunk History - série, épisode 3x03 (2015)
- Keeping Up with the Gonzalez's - mini-série, 2 épisodes (2017)
- Typical Rick - série, épisode 2x02 (2017)
- Hannah Stocking - série, 2 épisodes (2017-2020)
- Vai Anitta - mini-série, 4 épisodes (2018)
- Amigos - série, 6 épisodes (2018-2019)
- Tempo - série, 6 épisodes (2019-2020)
- 2025 : Ça : Bienvenue à Derry (It: Welcome to Derry)

#### Courts-métrages
- Awkward Puppets - série, 3 épisodes (2015-2021)
- My Big Fat Hispanic Family, réalisé par Lele Pons (2016)
- Circle of Love, réalisé par Rudy Mancuso (2017)
- Next Top Model, réalisé par Anwar Jibawi (2017)
- Terrible DJs, réalisé par Rudy Mancuso (2017)
- Petting Scorpions, réalisé par The Young Astronauts (2017)
- Superhero Therapy, réalisé par Rudy Mancuso (2018)
- Synesthesia, réalisé par Rudy Mancuso (2021)